# Besta de Gévaudan
A Besta de Gévaudan ou Lycopardus parthenophagus (em francês:  Bête du Gévaudan) é o nome histórico associado ao lobo cinzento, cão-lobo ou hiena que aterrorizou a antiga província de Gévaudan (departamento moderno da Lozère e parte do Alto Loire), nas montanhas Margeride, no centro-sul do Reino da França, entre 1764 e 1767. Os ataques, que cobriram uma área de 90 por 80 quilômetros, eram cometidos por uma besta ou animais que tinham dentes formidáveis e caudas imensas, segundo relatos de testemunhas oculares contemporâneas.
Muitas vezes, as vítimas eram mortas com a garganta arrancada. O Reino da França usou uma quantidade considerável de mão-de-obra e dinheiro para caçar os animais; incluindo os recursos de vários nobres, soldados, civis e vários caçadores reais.
O número de vítimas difere de acordo com fontes. Em 1987, um estudo estimou que houve 210 ataques; resultando em 113 mortes e 49 feridos; 98 das vítimas mortas foram parcialmente comidas. No entanto, outras fontes afirmam que o animal matou entre 60 e 100 adultos e crianças, além de ferir mais de 30 pessoas.

## Histórico

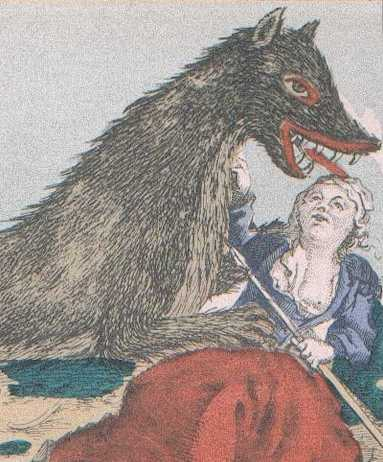
Gravura do século XVIII mostrando uma mulher lutando com a besta.

Segundo as descrições, sua pele tinha um tom avermelhado, e foi dito emitir um odor insuportável. Ele matava suas vítimas rasgando suas gargantas com os dentes. O número de vítimas varia de acordo com fonte. De Beaufort (1987) estimou 210 ataques, resultando em 113 mortes e 49 feridos, 98 das vítimas mortas foram parcialmente comidos.  Em 1764 uma jovem foi atacada por uma fera na floresta de Merçoire, proximo de Langogne, na França. Apesar de ferida, descreveu nos seguintes termos o monstro: "grande como um bezerro, peito largo, pescoço robusto, orelhas eretas, focinho de galgo, boca negra com dois dentes laterais longos e afiados, cauda franjada e uma lista branca que vai do alto da cabeça à extremidade da própria cauda. Move-se dando grande saltos." [carece de fontes?]

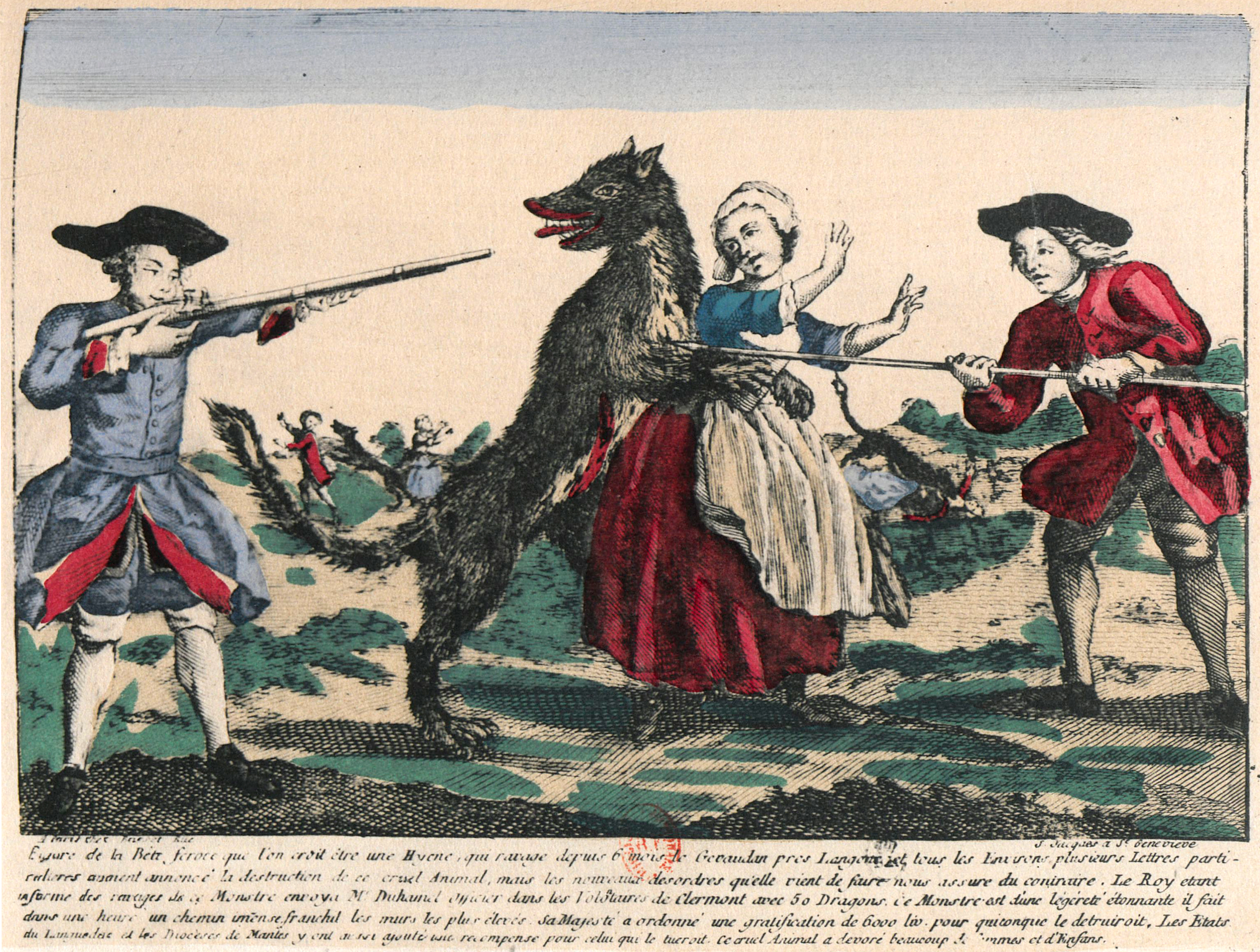
Gravura do século XVIII mostrando os caçadores resgantando a mulher contra a besta.

Gévaudan, zona que pertence a Languedoc (sul da França), foi desde sempre uma zona onde os ataques de lobos aos rebanhos eram frequentes. Porém, em 30 de junho de 1764 e pela primeira vez, uma jovem de 14 anos (Jeanne Boulet) é assassinada perto de Langogne, uma povoação pertencente ao departamento francês de Lozère. E depois dessa primeira vítima seguiram outras, tratando-se sempre de jovens (curiosamente, nenhum dos homens mortos passava dos trinta e seis anos) e mulheres, cujos corpos se encontravam mutilados com uma violência desconhecida até então, decapitadas ou estripadas. Logo segue uma extensa lista de ataques.
Foram feitas na região numerosas investidas para caçar o animal, organizadas muitas vezes por nobres da zona, como o Marquês de Apcher ou o Conde de Morangias, mas sempre sem resultado. As notícias dos ataques da "besta" acaba chegando até a Corte, em Paris, e o rei Luís XV vê-se obrigado a responder de algum jeito às demandas cada vez mais insistentes dos camponeses, apesar de estar totalmente imerso na guerra pelas colônias da América contra a Inglaterra, pelo que decide oferecer seis mil libras de recompensa a quem matasse a besta.

### Morte

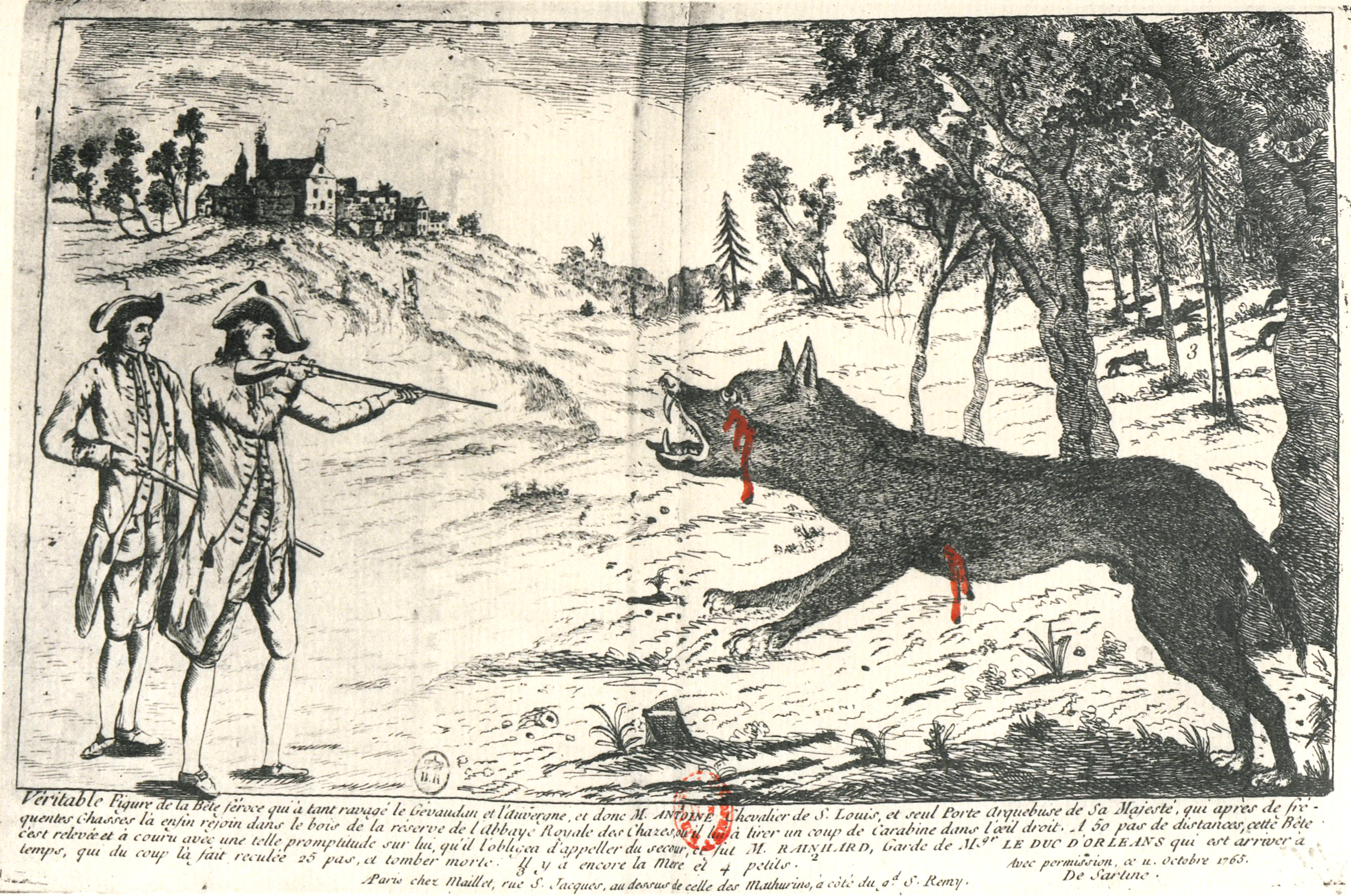
A besta ao ser abatida por Antoine de Beauterne.

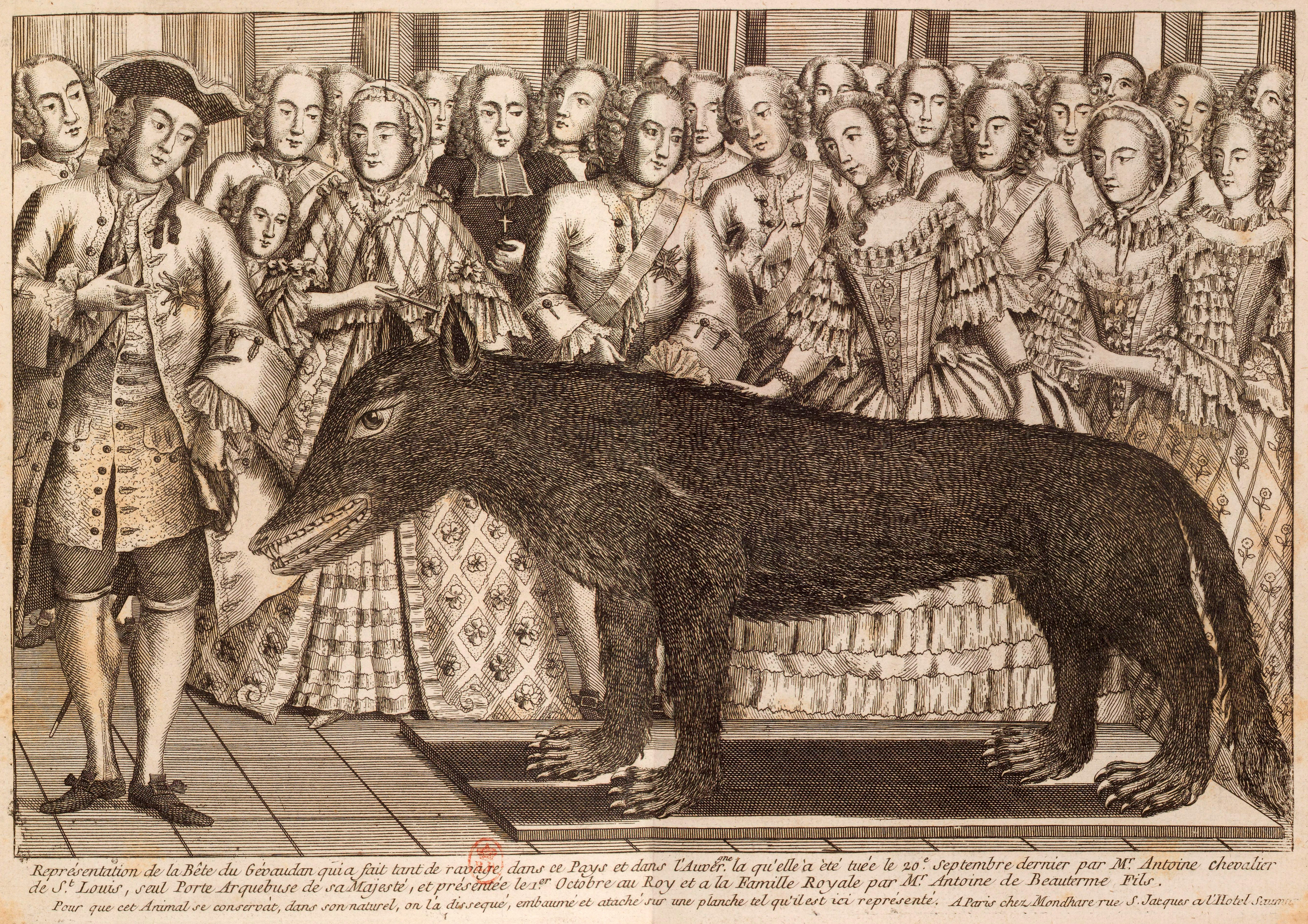
O lobo morto por Jean Chastell.

Em 21 de setembro de 1765, foi abatido um grande animal que foi identificado como a “Besta”, por Antoine de Beauterne Marques. Este animal pesava 64 quilos, tinha 87 centímetros de altura e 183 centímetros de comprimento total. O lobo foi chamado de Le Loup de Chazes. Antoine oficialmente declarou: "Nós declaramos pelo presente relatório, assinado por nossas mãos, que nunca vimos um lobo tão grande que poderia ser comparado a este, é por isso que nós estimamos esta poderia ser a besta temível que causou tanto dano." O animal foi empalhado e enviado para Versalhes, onde Antoine foi recebido como um herói, recebendo uma grande soma de dinheiro, bem como títulos e prêmios. Entretanto, em 2 de dezembro do mesmo ano, foram relatados novos ataques a duas crianças que ficaram gravemente feridas. Dezenas de casos de ataques foram novamente relatados.
O assassinato da segunda criatura que, eventualmente, marcou o fim dos ataques é creditado a um caçador chamado Jean Chastell. Contam que, enquanto estava parado com o seu grupo de caça e orando, a fera apareceu, mas nada fez; apenas observou Jean Chastell. Segundo os dados da época, este animal pesava 58 quilos, e foi morto por Chastell com uma bala de prata benzida por um padre, sendo este o primeiro registro desse tipo de caçada, depois popularizada nas buscas ao lobisomem. Este fato faz alguns acreditarem que o caçador treinava a besta, mas nada foi comprovado. Ao ser aberto, no estômago do animal foi comprovado que continha restos humanos. Então eles chegaram a uma conclusão, a besta era um Loup-Garou, ou em outras palavras um lobisomem, que na maioria das vezes comia as suas vitimas, tanto homens como mulheres, sem preferência.

## Criptozoologia
Certos criptozoologistas sugerem que a Besta poderia ser uma reminiscência de um mesoniquídeo, observando como algumas testemunhas descreveram o animal, como um lobo enorme com cascos ao invés de patas e era maior do que qualquer lobo de tamanho normal.
Em outubro de 2009, o canal History exibiu um documentário chamado A Real Wolfman, que argumentou que era um animal exótico na forma de uma hiena asiática, uma espécie de pelos compridos de Hyaenidae agora extinta na Europa.